# Torneträsk
Torneträsk (severosámsky Duortnosjávri) je jezero v kraji Norrbotten v Laponsku na severu Švédska. Jezero bylo dotvořeno vnitrozemským úbočním ledovcem v tektonické kotlině. Má rozlohu 330 km². Je 70 km dlouhé a maximálně 9 km široké. Dosahuje maximální hloubky 168 m. Leží v nadmořské výšce 342 m. Jde o šesté největší jezero ve Švédsku a druhé nejhlubší.

## Pobřeží
Pobřeží je srázné a skalnaté. Jihozápadně od jezera se nachází národní park Abisko a přírodní rezervace UNESCO Laponsko. Je zde rozvinutá turistika.

## Vodní režim
Největší přítok jezera Torneträsk se jmenuje Abiskojåhka. Z jezera odtéká řeka Torne, která se po 500 km vlévá do Botnického zálivu v Baltském moři. V létě se hladina jezera zvyšuje.

## Vlastnosti vody
Jezero je obvykle je od prosince do půlky června pokryté ledem, avšak nemusí to být každý rok úplně stejné.